# Вики Леандрос
Вики Леандрос (енгл. Vicky Leandros), рођена као Василики Папатанасиу (грч. Βασιλική Παπαθανασίου или енгл. Vassiliki Papathanasiou) је грчка певачица. Рођена је 23. августа 1949. године у месту Палеокастрица, на Крфу, Грчка. Живела у Грчкој и Немачкој, а учествовала је на Песми Евровизије као представник Луксембурга и тријумфовала 1972. године у Единбургу.
У досадашњој каријери је издала 30 студијских албума на осам различитих језика, а продала је преко 150 милиона копија широм света.

## Учешће на фестивалима
- 1967: четврто место на Песми Евровизије као представница Луксембурга са песмом „L´amour est bleu“, касније позната као међународни хит у енглеској верзији „Love is Blue“
- 1971: Бронзана медаља на фестивалу „Ружа Монтреа“( Rose von Montreux) за ТВ шоу
- 1972: Прво место на Песми Евровизије као представница Луксембурга са песмом „После тебе“ ("Aprés toi“), касније позната као међународни хит у енглеској верзији „“[1]

## Занимљивости
Била је градски већник и заменица градоначелника грчког града Пиреја 2006. године.